# Urapmin jezik
Urapmin jezik (ISO 639-3: urm), jedan od devet jezika planinske podskupine ok, šire skupine ok-awyu, transnovogvinejska porodica. Govori ga oko 370 ljudi (2003 SIL) u Papui Novoj Gvineji u provinciji Sandaun, distrikt Telefomin.
Pripadnici etničke skupine zovu se Urapmin.

## Vanjske poveznice
- Ethnologue (14th)
- Ethnologue (15th)